# Den signade dag
Den signade dag är en morgonpsalm, som även fungerar som julpsalm. Psalmen anses vara en gammal nordisk "dagvisa" i ursprungligen tio verser från medeltiden som är nedtecknad omkring 1450 och genomgick en dansk bearbetning 1569. Psalmen är från början ett kompilat av morgon-, elevations- och helgonböner, som utformats och tonsatts i Vadstena kloster efter en alleluja-vers i juldagens högmässa med snarlik text, dies sanctificatus illuxit nobis. Psalmen har sjungits under den dagliga pilgrimsmässan och blev efter hand spridd över Norden av de stora skaror som sökte sig till Vadstena under 1400-talet.
1600-talsversionen bearbetades av Johan Olof Wallin 1812 med tillägg av verserna tre och sex enligt 1937 års psalmbok, trots att den då fortfarande består av nio verser. I 1986 års psalmbok publicerades en bearbetning av Olov Hartman från 1978, även den med nio verser. Vers 3 av Wallins version är dock utbytt mot en vers från den äldre versionen och vers 8 är en mycket fri bearbetning av den tidigare.
Psalmen har sedan 1800-talet mer kommit att ersättas av Var hälsad, sköna morgonstund som julottepsalmen framför andra. men sjungs på många håll alltjämt som slutpsalm i julottan[källa behövs].
Psalmen inleds 1695 med orden:
Then signade dagh som wij nu här see
Af Himmelen til oss nedkomma
I en medeltida handskrift (C 4, fol 277 Uppsala universitetsbibliotek) inleds psalmens första vers (av tio upptecknade) med orden:
Then signade dagh ther jak nw se
aff hymelin at komä
Psalmbokens melodi är en medeltida nordisk folkmelodi med uppgift om en bakgrund i Köpenhamn 1569 (vid första publiceringen av psalmen Jag vet mig en sömn i Jesu namn hade den samma melodi, vilket senare ändrades). Psalmen finns dock i en mängd folkliga koralvarianter. Två populära stammar från Mora (Dalarna) och från Öjebyn (Piteå). 
|  |
|  |

## Publicerad som
- Nr 354 i 1695 års psalmbok under rubriken "Morgon-Psalmer".
- Nr 424 i 1819 års psalmbok under rubriken "Med avseende på särskilda personer, tider och omständigheter: Morgon och afton: Morgonpsalmer".
- Nr 356 i Sionstoner 1889.
- Nr 666 i Svenska Missionsförbundets sångbok 1920 under rubriken "Morgon och afton".
- Nr 712 i Sionstoner 1935 under rubriken "Morgon och afton".
- Nr 424 i 1937 års psalmbok under rubriken "Morgon".
- Nr 424 i Psalmer för bruk vid krigsmakten 1961 verserna 1 och 6-8.
- Nr 647 i Frälsningsarméns sångbok 1968 under rubriken "Speciella Sånger - Morgon och afton".
- Nr 175 i Den svenska psalmboken 1986, 1986 års Cecilia-psalmbok, Psalmer och Sånger 1987, Segertoner 1988 och Frälsningsarméns sångbok 1990 under rubriken "Morgon".
- Nr 768 i Lova Herren 1988 under rubriken "Morgon".
- Nr 502 i den finlandssvenska psalmboken 1986 under rubriken "Morgon och afton"